# 타다군은 사랑을 하지 않는다
타다군은 사랑을 하지 않는다(일본어: 多田くんは恋をしない)는 동화공방이 제작한 일본의 애니메이션 작품이다. 2018년 4월부터 6월까지 AT-X, 도쿄 MX에서 방영되었다.

## 개요
2017년 10월 1일, 「월간 순정 노자키 군」 제작팀이 만든 오리지널 애니메이션이다.

## 등장인물
타다 미츠요시 (일본어: 多田 光良)
성우 : 나카무라 유이치, 타무라 무츠미 (유년 시절)
테레사 와그너 (일본어: テレサ・ワーグナー)성우 : 이와미 마나카
이쥬인 카오루 (일본어: 伊集 院薫)
성우 : 미야노 마모루, 미야케 마리에 (유년 시절)
알렉산드라 마그릿트 (일본어: アレクサンドラ・マグリット)
성우 : 시모지 시노
스기모토 하지메 (일본어: 杉本 一)
성우 : 우메하라 유이치로
하세가와 히나코 (일본어: 長谷川 日向子)
성우 : 이시가미 시즈카
야마시타 켄타로 (일본어: 山下 研太郎)
성우 : 시모노 히로
타다 유이 (일본어: 多田 ゆい)
성우 : 미나세 이노리
냥코빅 (일본어: ニャンコビッグ)
성우 : 오자와 아리 (실체), 오오츠카 아키오 (마음의 목소리)
샤를트 로웰 (일본어: シャルル・ド・ロワール)
성우 : 사쿠라이 타카히로